# Augusto Borderas Gaztambide
Augusto Borderas Gaztambide (Irun, Guipúscoa, 6 de juny de 1932) és un metge i polític basc. Especialitzat en pediatria per la Universitat de Santiago de Compostel·la. Ha estat subdirector de l'Hospital Txagorritxu de Vitòria (1980-1982), director del mateix hospital (1983-1986), Cap del Servei de Pediatria del mateix hospital (1973-1987), on va tractar ferits en atemptats d'ETA.
Ha estat membre de les Assemblees Parlamentàries del Consell d'Europa, de la Unió Europea Occidental, i de l'Assemblea de l'Atlàntic Nord. Membre de PSE-PSOE, fou regidor de l'ajuntament de Vitòria el 1980-1982 i 1987-1989, senador per Àlaba a les eleccions generals espanyoles de 1989 i 1993 i al Parlament Basc el 1987-1989. El 1996 deixà la política activa, tot i que és representant del Consell del Menor d'Àlaba. Actualment és president de la Fundació Fernando Buesa, de qui era un bon amic.